# Шри Шанмуганатхан
Наганатхи Шри Шанмуганатхан (англ. Naganathy Sri Shanmuganathan, 2 января 1947, Федерированные Малайские Государства) — малайзийский хоккеист (хоккей на траве), защитник.

## Биография
Шри Шанмуганатхан родился 2 января 1947 года.
Играл в хоккей на траве за полицию Селангора.
В 1968 году вошёл в состав сборной Малайзии по хоккею на траве на Олимпийских играх в Мехико, занявшей 15-е место. Играл на позиции защитника, провёл 8 матчей, мячей не забивал.
В 1972 году вошёл в состав сборной Малайзии по хоккею на траве на Олимпийских играх в Мюнхене, занявшей 8-е место. Играл на позиции защитника, провёл 9 матчей, забил 2 мяча (по одному в ворота сборных Бельгии и Испании).
В 1976 году вошёл в состав сборной Малайзии по хоккею на траве на Олимпийских играх в Монреале, занявшей 8-е место. Играл на позиции защитника, провёл 7 матчей, мячей не забивал.